# Moungoundou Nord
 (août 2017).
Si vous disposez d'ouvrages ou d'articles de référence ou si vous connaissez des sites web de qualité traitant du thème abordé ici, merci de compléter l'article en donnant les références utiles à sa vérifiabilité et en les liant à la section « Notes et références ».
Moungoundou Nord (s’écrit également Mungundu Nord ) est l'un des districts créés entre 1992 et 1997 par le Gouvernement du Professeur Pascal Lissouba, premier Président de la République du Congo démocratiquement élu.
Son nom provient de son plus grand village appelé aussi Moungoudou Nord qui est le principal village, suivi de Ngouboungoubu. Il est habité principalement par les Yognos (ou Miyognos) du groupe ethnique Nzebi et les autochtones (pygmées). 
Il est peuplé de moins de 1 000 habitants. Une route presque impraticable permet d'y accéder à partir du district de Mayoko dont il dépendait dans le passé. Les populations de Moungoundou Nord ont la facilité de se rendre au Gabon frontalier parfois même à pieds.